# Josefin Utas
Josefin Emilia Utas, född 5 augusti 1976 i Eskilstuna Klosters församling, Södermanlands län, är en svensk opinionsbildare och debattör samt civilingenjör med doktorsexamen i kemi.  

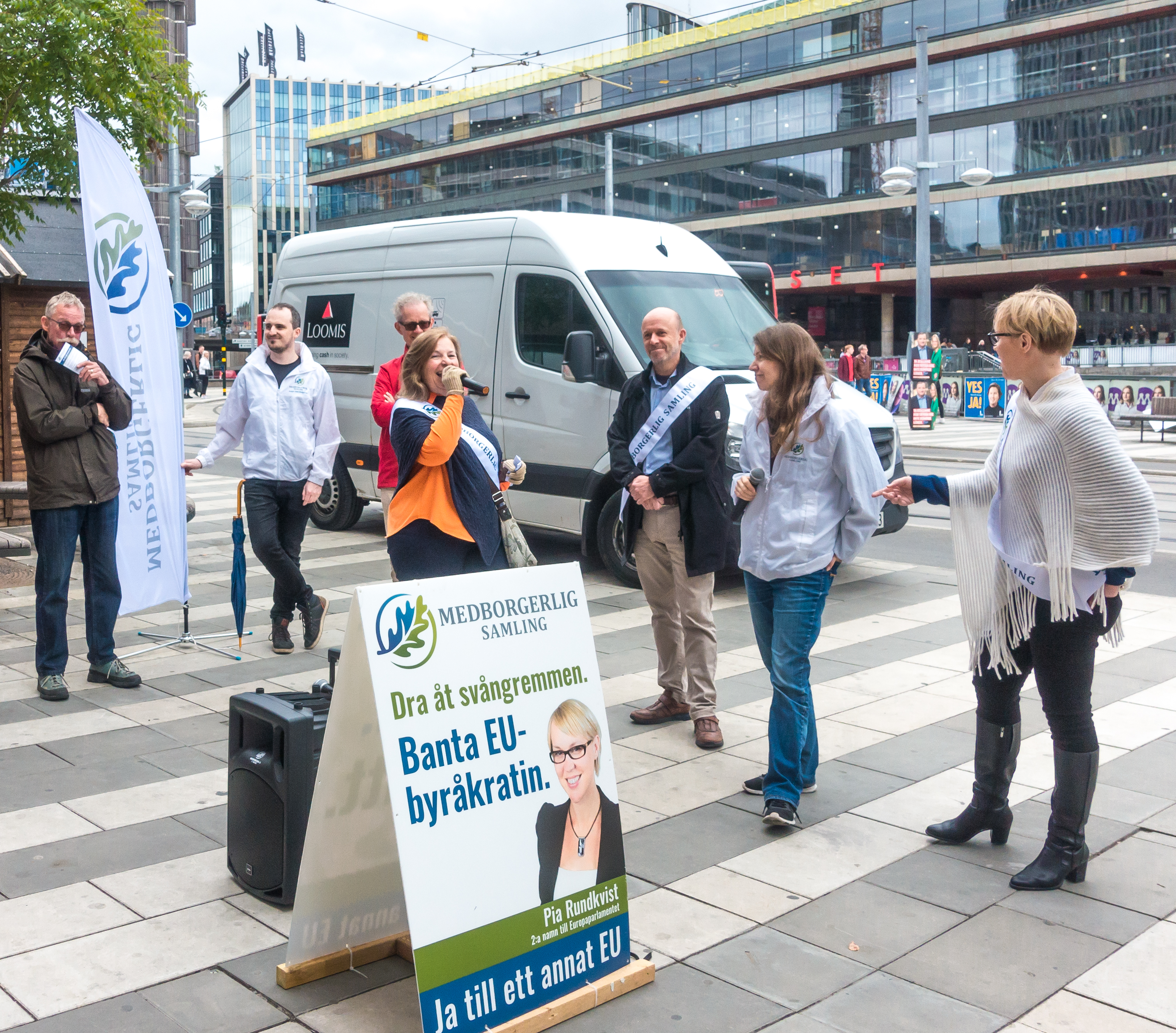
Josefin Utas (andra från höger) under ett torgmöte på Sergels torg för Medborgerlig samling inför Europaparlamentsvalet 2019.

Utas är uppvuxen i Eskilstuna. Hon har arbetat som utredare i branschföreningen Sveriges ingenjörer. När hon studerade på KTH var hon en kort tid medlem i Vänsterpartiet. Utas har också varit medlem i Miljöpartiet (MP) och kommunpolitiker i Sollentuna. Hon lämnade Miljöpartiet 2016 och övergick till Medborgerlig samling (MED). Som skäl att lämna Miljöpartiet angav hon att Miljöpartiet hade tappat sin själ från att ha varit ett lösningsinriktat parti på riksnivå till att, i en rad olika frågor, intagit den ena ytterlighetspositionen efter den andra. 2019 lämnade Utas sin roll som talesperson för Medborgerlig samling.
Från sommaren 2020 fram till september 2022 verkade Utas som Slöseriombudsman (SlösO) i Skattebetalarnas förening. Sedan 2020 skriver Utas i nättidningen Kvartal och sedan januari 2021 är hon även gästkolumnist på Göteborgs-Posten.